# ديخويية (خبر بافت)
دیخوییة (بالفارسية: دیخوییه) هي قرية تقع في إيران في Khabar Rural District. يقدر عدد سكانها بـ 748 نسمة بحسب إحصاء 2016.